# Locked In (album)
Locked In è il sesto album in studio del gruppo rock inglese Wishbone Ash, pubblicato nel 1976.

## Tracce
1. Rest in Peace – 6:41
2. No Water in the Well – 3:47
3. Moonshine – 3:32
4. She Was My Best Friend – 3:52
5. It Started in Heaven – 3:16
6. Half Past Lovin' – 5:30
7. Trust in You – 5:03
8. Say Goodbye – 5:00

## Formazione
- Andy Powell - chitarre, voce, mandolino
- Laurie Wisefield - chitarre, voce, banjo
- Martin Turner - basso, voce
- Steve Upton - batteria